# Peter Sarnak

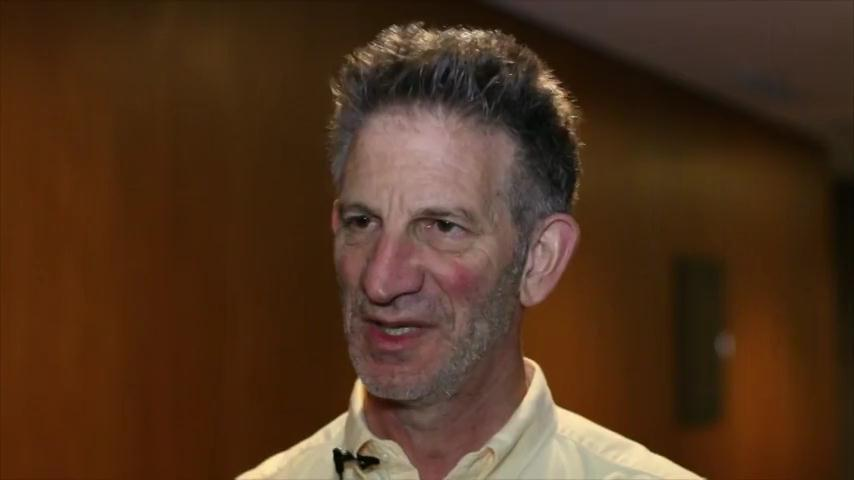
Peter Sarnak

Peter Clive Sarnak (Johannesburg, 18 december 1953) is een Zuid-Afrikaans wiskundige. Sinds 2002 is hij, als opvolger van Andrew Wiles, de Eugene Higgins-hoogleraar in de wiskunde aan Princeton University. Hij is redacteur van het vooraanstaande wiskundig tijdschrift Annals of Mathematics. Sarnak maakt ook deel uit van de vaste staf van de School of Mathematics, een onderdeel van het Institute for Advanced Study.
In 2019 werd de Sylvester-medaille aan hem toegekend.
Sarnak promoveerde bij Paul Cohen in 1980 in Stanford. Hij heeft een vaak geciteerd werk (samen met Alexander Lubotzky en Ralph S. Phillips) dat resultaten uit de getaltheorie toepaste op Ramanujangrafen. Dit resultaat heeft verbanden met de combinatoriek en de informatica.
Sarnak heeft bijdrages geleverd aan de analyse en de getaltheorie. Hij wordt internationaal erkend als een van de vooraanstaande analytische getaltheoretici van zijn generatie. Zijn vroege werk over het bestaan van cusp vormen leidde tot de weerlegging van een vermoeden van Atle Selberg. Hij was een van de eerste om het verband te benutten tussen vragen in de theoretische natuurkunde en de analytische getaltheorie. Hij heeft fundamentele bijdrages geleverd aan de arithmetische kwantumchaos en aan de verbanden tussen toevalsmatrixtheorie en de nulpunten van L-functies. Hij heeft ook bijgedragen aan de oplossing van Hilbert's elfde probleem.

## Voetnoten
1. ↑   Faculty: School of Mathematics. Institute for Advanced Study (2008).